# Outer Limits – Die unbekannte Dimension/Episodenliste
Diese Episodenliste enthält alle Episoden der kanadisch-US-amerikanischen Fernsehserie Outer Limits – Die unbekannte Dimension, sortiert nach der US-amerikanischen Erstausstrahlung. Zwischen 1995 und 2002 entstanden in sieben Staffeln insgesamt 153 Episoden mit einer Länge von jeweils etwa 44 Minuten.

## Übersicht
| Staffel | Episodenanzahl | Erstausstrahlung USA | Erstausstrahlung USA | Deutschsprachige Erstausstrahlung | Deutschsprachige Erstausstrahlung |
| Staffel | Episodenanzahl | Staffelpremiere      | Staffelfinale        | Staffelpremiere                   | Staffelfinale                     |
| ------- | -------------- | -------------------- | -------------------- | --------------------------------- | --------------------------------- |
| 1       | 21             | 26. März 1995        | 20. August 1995      | 10. April 1997                    | 19. Januar 1998                   |
| 2       | 22             | 14. Januar 1996      | 4. August 1996       | 28. September 1997                | 15. Februar 1998                  |
| 3       | 18             | 19. Januar 1997      | 25. Juli 1997        | 16. März 1998                     | 28. September 1998                |
| 4       | 26             | 23. Januar 1998      | 18. Dezember 1998    | 20. April 1998                    | 26. April 1999                    |
| 5       | 22             | 22. Januar 1999      | 20. August 1999      | 12. September 2000                | 8. Mai 2001                       |
| 6       | 22             | 21. Januar 2000      | 3. September 2000    | 16. Oktober 2001                  | 26. März 2002                     |
| 7       | 22             | 16. März 2001        | 18. Januar 2002      | 5. Januar 2004                    | 14. Juni 2004                     |

## Staffel 1
Die Erstausstrahlung der ersten Staffel war vom 26. März bis zum 20. August 1995 auf dem US-amerikanischen Sender Syfy U.S. zu sehen. Die deutschsprachige Erstausstrahlung fand vom 10. April 1997 bis zum 19. Januar 1998 auf dem Sender ProSieben statt.
| Nr. (ges.) | Nr. (St.) | Deutscher Titel             | Originaltitel             | Erstausstrahlung USA | Deutschsprachige Erstausstrahlung (D) | Regie             | Drehbuch                                                                     |
| ---------- | --------- | --------------------------- | ------------------------- | -------------------- | ------------------------------------- | ----------------- | ---------------------------------------------------------------------------- |
| 1          | 1         | Die Sandkönige              | Sandkings                 | 26. März 1995        | 10. Apr. 1997                         | Stuart Gillard    | Melinda M. Snodgrass (nach einer Novelle von George R. R. Martin)            |
| 2          | 2         | Valerie                     | Valerie 23                | 31. März 1995        | 12. Juni 1997                         | Timothy Bond      | Jonathan Glassner                                                            |
| 3          | 3         | Der Virus                   | Blood Brothers            | 7. Apr. 1995         | 5. Juni 1997                          | Tibor Takács      | Brad Wright                                                                  |
| 4          | 4         | Seelenwanderung             | The Second Soul           | 14. Apr. 1995        | 19. Jan. 1998                         | Paul Lynch        | Alan Brennert                                                                |
| 5          | 5         | Der kalte Tod               | White Light Fever         | 21. Apr. 1995        | 7. Aug. 1997                          | Tibor Takacs      | David Kemper                                                                 |
| 6          | 6         | Das Z-Chromosom             | The Choice                | 28. Apr. 1995        | 17. Juli 1997                         | Mark Sobel        | Ann Lewis Hamilton                                                           |
| 7          | 7         | Blick in die Zukunft        | Virtual Future            | 5. Mai 1995          | 24. Juli 1997                         | Joseph L. Scanlan | Shawn Thompson                                                               |
| 8          | 8         | Durch die Augen des Mörders | Living Hell               | 12. Mai 1995         | 17. Apr. 1997                         | Graeme Campbell   | Melinda M. Snodgrass Idee: Pen Densham & Melinda M. Snodgrass                |
| 9          | 9         | Die Dämonen                 | Corner of the Eye         | 19. Mai 1995         | 29. Mai 1997                          | Stuart Gillard    | David J. Schow                                                               |
| 10         | 10        | Nachts unterm Bett          | Under the Bed             | 26. Mai 1995         | 3. Juli 1997                          | René Bonnière     | Lawrence Meyers                                                              |
| 11         | 11        | Das Geisterschiff           | Dark Matters              | 2. Juni 1995         | 19. Juni 1997                         | Paul Lynch        | Alan Brennert                                                                |
| 12         | 12        | Die zweite Chance           | The Conversion            | 9. Juni 1995         | 14. Aug. 1997                         | Rebecca De Mornay | Brad Wright (nach der Kurzgeschichte Two Strangers von Richard Barton Lewis) |
| 13         | 13        | Krieg der Planeten          | Quality of Mercy          | 16. Juni 1995        | 28. Aug. 1997                         | Brad Turner       | Brad Wright                                                                  |
| 14         | 14        | Das Experiment              | The New Breed             | 23. Jun. 1995        | 10. Juli 1997                         | Mario Azzopardi   | Grant Rosenberg                                                              |
| 15         | 15        | Mission Mars III            | The Voyage Home           | 30. Juni 1995        | 24. Apr. 1997                         | Tibor Takacs      | Grant Rosenberg                                                              |
| 16         | 16        | Tödliche Liebe              | Caught in the Act         | 1. Jul. 1995         | 22. Mai 1997                          | Mark Sobel        | Robert Forsyth                                                               |
| 17         | 17        | Die Botschaft               | The Message               | 16. Juli 1995        | 31. Juli 1997                         | Joseph L. Scanlan | Brad Wright                                                                  |
| 18         | 18        | Der Roboter                 | I, Robot                  | 23. Juli 1995        | 26. Juni 1997                         | Adam Nimoy        | Alison Lea Bingeman (nach einer Kurzgeschichte von Otto Binder)              |
| 19         | 19        | Haus des Schreckens         | If These Walls Could Talk | 30. Juli 1995        | 15. Mai 1997                          | Tibor Takacs      | Manny Coto                                                                   |
| 20         | 20        | Wer bin ich?                | Birthright                | 13. Aug. 1995        | 21. Sep. 1997                         | William Fruet     | Michael Berlin & Eric Estrin                                                 |
| 21         | 21        | Ständige Bedrohung          | The Voice of Reason       | 20. Aug. 1995        | 21. Aug. 1997                         | Neill Fearnley    | Brad Wright                                                                  |

## Staffel 2
Die Erstausstrahlung der zweiten Staffel war vom 14. Januar bis zum 4. August 1996 auf dem US-amerikanischen Sender Syfy U.S. zu sehen. Die deutschsprachige Erstausstrahlung fand vom 28. September 1997 bis zum 15. Februar 1998 auf dem Sender ProSieben statt.
| Nr. (ges.) | Nr. (St.) | Deutscher Titel                  | Originaltitel       | Erstausstrahlung USA | Deutschsprachige Erstausstrahlung (D) | Regie             | Drehbuch                                                                          |
| ---------- | --------- | -------------------------------- | ------------------- | -------------------- | ------------------------------------- | ----------------- | --------------------------------------------------------------------------------- |
| 22         | 1         | Die Zeitmaschine                 | A Stitch in Time    | 14. Jan. 1996        | 2. Nov. 1997                          | Mario Azzopardi   | Steven Barnes                                                                     |
| 23         | 2         | Die Androiden                    | Resurrection        | 14. Jan. 1996        | 7. Dez. 1997                          | Mario Azzopardi   | Chris Brancato                                                                    |
| 24         | 3         | Unnatürliche Auslese             | Unnatural Selection | 19. Jan. 1996        | 21. Dez. 1997                         | Joseph L. Scanlan | Eric Morris                                                                       |
| 25         | 4         | Der Mann mit den seltsamen Augen | I Hear You Calling  | 26. Jan. 1996        | 18. Jan. 1998                         | Mario Azzopardi   | Scott Shepherd (nach einer Kurzgeschichte von Katherine Weber)                    |
| 26         | 5         | Geist und Materie                | Mind Over Matter    | 2. Feb. 1996         | 5. Okt. 1997                          | Brad Turner       | Jonathan Glassner                                                                 |
| 27         | 6         | Jenseits der Schwelle            | Beyond the Veil     | 9. Feb. 1996         | 8. Feb. 1998                          | Allan Eastman     | Chris Brancato                                                                    |
| 28         | 7         | Der Geruch des Todes             | First Anniversary   | 16. Feb. 1996        | 14. Dez. 1997                         | Brad Turner       | Jon Cooksey & Ali Marie Matheson (nach einer Kurzgeschichte von Richard Matheson) |
| 29         | 8         | Akademie des Grauens             | Straight and Narrow | 23. Feb. 1996        | 12. Okt. 1997                         | Joseph L. Scanlan | Joel Metzger                                                                      |
| 30         | 9         | Die Feuerprobe                   | Trial by Fire       | 1. März 1996         | 28. Sep. 1997                         | Jonathan Glassner | Brad Wright                                                                       |
| 31         | 10        | Notruf aus der Vergangenheit     | Worlds Apart        | 22. März 1996        | 5. Jan. 1998                          | Brad Turner       | Chris Dickie                                                                      |
| 32         | 11        | Die letzte Zuflucht              | The Refuge          | 5. Apr. 1996         | 16. Nov. 1997                         | Ken Girotti       | Alan Brennert                                                                     |
| 33         | 12        | Der Mond scheint zu hell         | Inconstant Moon     | 12. Apr. 1996        | 11. Jan. 1998                         | Joseph L. Scanlan | Brad Wright (nach einer Kurzgeschichte von Larry Niven)                           |
| 34         | 13        | Die Parasiten                    | From Within         | 28. Apr. 1996        | 23. Nov. 1997                         | Neill Fearnley    | Jonathan Glassner                                                                 |
| 35         | 14        | Die Kälte aus dem All            | The Heist           | 5. Mai 1996          | 9. Nov. 1997                          | Brad Turner       | Steven Barnes                                                                     |
| 36         | 15        | Ein Leben nach dem Tod           | Afterlife           | 19. Mai 1996         | 19. Okt. 1997                         | Mario Azzopardi   | John Whelpley                                                                     |
| 37         | 16        | Gehirnwäsche                     | The Deprogrammers   | 26. Mai 1996         | 26. Okt. 1997                         | Joseph L. Scanlan | James Crocker                                                                     |
| 38         | 17        | Der Gang ins Licht               | Paradise            | 16. Juni 1996        | 25. Jan. 1998                         | Mario Azzopardi   | Jonathan Walker & Chris Dickie                                                    |
| 39         | 18        | Die Superbombe                   | The Light Brigade   | 23. Juni 1996        | 26. Jan. 1998                         | Michael Keusch    | Brad Wright                                                                       |
| 40         | 19        | Das Gesicht im Spiegel           | Falling Star        | 30. Juni 1996        | 12. Jan. 1998                         | Ken Girotti       | Alan Brennert                                                                     |
| 41         | 20        | Die vierte Dimension             | Out of Body         | 14. Juli 1996        | 15. Feb. 1998                         | Mario Azzopardi   | James Crocker                                                                     |
| 42         | 21        | Spurlos verschwunden             | Vanishing Act       | 21. Juli 1996        | 1. Feb. 1998                          | Jonathan Glassner | Chris Dickie Idee: Jonathan Walker                                                |
| 43         | 22        | Das Urteil                       | The Sentence        | 4. Aug. 1996         | 30. Nov. 1997                         | Joseph L. Scanlan | Melissa Rosenberg                                                                 |

## Staffel 3
Die Erstausstrahlung der dritten Staffel war vom 19. Januar bis zum 25. Juli 1997 auf dem US-amerikanischen Sender Syfy U.S. zu sehen. Die deutschsprachige Erstausstrahlung fand vom 16. März bis zum 28. September 1998 auf dem Sender ProSieben statt.
| Nr. (ges.) | Nr. (St.) | Deutscher Titel               | Originaltitel                     | Erstausstrahlung USA | Deutschsprachige Erstausstrahlung (D) | Regie              | Drehbuch                                                 |
| ---------- | --------- | ----------------------------- | --------------------------------- | -------------------- | ------------------------------------- | ------------------ | -------------------------------------------------------- |
| 44         | 1         | Sex und Megabytes             | Bits of Love                      | 19. Jan. 1997        | 6. Apr. 1998                          | Neill Fearnley     | James Crocker                                            |
| 45         | 2         | Fremde Gedanken               | Second Thoughts                   | 19. Jan. 1997        | 29. Juni 1998                         | Mario Azzopardi    | Sam Egan                                                 |
| 46         | 3         | Embryo                        | Re-Generation                     | 24. Jan. 1997        | 18. Mai 1998                          | Brenton Spencer    | Tom J. Astle                                             |
| 47         | 4         | Die Frau mit den grünen Augen | Last Supper                       | 31. Jan. 1997        | 16. März 1998                         | Helen Shaver       | Scott Shepherd                                           |
| 48         | 5         | Der Strom                     | Stream of Consciousness           | 7. Feb. 1997         | 15. Juni 1998                         | Joe Nimziki        | David Shore                                              |
| 49         | 6         | Tödlicher Regen               | Dark Rain                         | 14. Feb. 1997        | 4. Mai 1998                           | Mario Azzopardi    | David Braff                                              |
| 50         | 7         | Das Lager                     | The Camp                          | 21. Feb. 1997        | 11. Mai 1998                          | Jonathan Glassner  | Brad Wright                                              |
| 51         | 8         | Der unheilige Prediger        | Heart’s Desire                    | 28. Feb. 1997        | 24. Aug. 1998                         | Mario Azzopardi    | Alan Brennert                                            |
| 52         | 9         | Planet der Riesenspinnen      | Tempests                          | 7. März 1997         | 27. Apr. 1998                         | Mario Azzopardi    | Hart Hanson                                              |
| 53         | 10        | Gespenster                    | The Awakening                     | 14. März 1997        | 6. Juli 1998                          | George Bloomfield  | James Crocker                                            |
| 54         | 11        | Das zweite Leben              | New Lease                         | 21. März 1997        | 20. Juli 1998                         | Jason Priestley    | Sam Egan                                                 |
| 55         | 12        | Genetische Botschaft          | Double Helix                      | 28. März 1997        | 30. März 1998                         | Mario Azzopardi    | Jonathan Glassner                                        |
| 56         | 13        | Der rote Knopf                | Dead Man’s Switch                 | 4. Apr. 1997         | 8. Juni 1998                          | Jeff Woolnough     | Ben Richardson                                           |
| 57         | 14        | Warnung aus dem All           | Music of the Spheres              | 9. Mai 1997          | 25. Mai 1998                          | David Warry-Smith  | Steven Barnes                                            |
| 58         | 15        | Kugel im Kopf                 | The Revelations of ’Becka Paulson | 6. Juni 1997         | 17. Aug. 1998                         | Steven Weber       | Brad Wright (nach einer Kurzgeschichte von Stephen King) |
| 59         | 16        | Das Grauen ist unter uns      | Bodies of Evidence                | 20. Juni 1997        | 23. März 1998                         | Melvin Van Peebles | Chris Dickie Idee: Chris Dickie & Ryland Kelley          |
| 60         | 17        | Das Ende der Straße           | Feasibility Study                 | 11. Juli 1997        | 28. Sep. 1998                         | Ken Girotti        | Joseph Stefano                                           |
| 61         | 18        | Sondersendung                 | A Special Edition                 | 25. Juli 1997        | 31. Aug. 1998                         | Mario Azzopardi    | Naren Shankar Idee: Naren Shankar & Jonathan Glassner    |

## Staffel 4
Die Erstausstrahlung der vierten Staffel war vom 23. Januar bis zum 18. Dezember 1998 auf dem US-amerikanischen Sender Syfy U.S. zu sehen. Die deutschsprachige Erstausstrahlung fand vom 20. April 1998 bis zum 26. April 1999 auf dem Sender ProSieben statt.
| Nr. (ges.) | Nr. (St.) | Deutscher Titel          | Originaltitel         | Erstausstrahlung USA | Deutschsprachige Erstausstrahlung (D) | Regie             | Drehbuch                                                                                |
| ---------- | --------- | ------------------------ | --------------------- | -------------------- | ------------------------------------- | ----------------- | --------------------------------------------------------------------------------------- |
| 62         | 1         | Mutanten                 | Criminal Nature       | 23. Jan. 1998        | 16. Nov. 1998                         | Steve Anker       | Brad Markowitz                                                                          |
| 63         | 2         | Blutige Rituale          | The Hunt              | 30. Jan. 1998        | 9. Nov. 1998                          | Mario Azzopardi   | Sam Egan                                                                                |
| 64         | 3         | Halluzination            | Hearts and Minds      | 6. Feb. 1998         | 22. Juni 1998                         | Brad Turner       | Naren Shankar                                                                           |
| 65         | 4         | Parallele Welten         | In Another Life       | 16. Feb. 1998        | 20. Apr. 1998                         | Allan Eastman     | Naren Shankar Idee: Naren Shankar, Brad Wright & Chris Brancato                         |
| 66         | 5         | Jenseits der Zeit        | In the Zone           | 20. Feb. 1998        | 27. Juli 1998                         | David Warry-Smith | Naren Shankar Idee: Jon Povill                                                          |
| 67         | 6         | Die Echsen               | Relativity Theory     | 27. Feb. 1998        | 2. Nov. 1998                          | Ken Girotti       | Carleton Eastlake                                                                       |
| 68         | 7         | Josh                     | Josh                  | 6. März 1998         | 23. Nov. 1998                         | Jorge Montesi     | Chris Ruppenthal                                                                        |
| 69         | 8         | Die verbotene Zone       | Rite of Passage       | 13. März 1998        | 10. Aug. 1998                         | Jim Kaufman       | Chris Dickie                                                                            |
| 70         | 9         | Das Medium               | Glyphic               | 20. März 1998        | 26. Okt. 1998                         | Catherine O’Hara  | Naren Shankar                                                                           |
| 71         | 10        | Transfer der Seelen      | Identity Crisis       | 27. März 1998        | 5. Okt. 1998                          | Brad Turner       | James Crocker                                                                           |
| 72         | 11        | Die letzten Überlebenden | The Vaccine           | 3. Apr. 1998         | 19. Okt. 1998                         | Neill Fearnley    | Brad Wright                                                                             |
| 73         | 12        | Manipulierte Ängste      | Fear Itself           | 10. Apr. 1998        | 30. Nov. 1998                         | James Head        | Sam Egan                                                                                |
| 74         | 13        | Die Venus-Falle          | The Joining           | 17. Apr. 1998        | 25. Jan. 1999                         | Brad Turner       | Sam Egan Idee: Sam Egan, Jonathan Glassner & Brad Wright                                |
| 75         | 14        | Wer einmal lügt …        | To Tell the Truth     | 24. Apr. 1998        | 14. Dez. 1998                         | Neill Fearnley    | Lawrence Meyers                                                                         |
| 76         | 15        | Mary 25                  | Mary 25               | 29. Mai 1998         | 22. Feb. 1999                         | James Head        | Jonathan Glassner                                                                       |
| 77         | 16        | Tödliches Wissen         | Final Exam            | 26. Jun. 1998        | 7. Dez. 1998                          | Mario Azzopardi   | Carleton Eastlake                                                                       |
| 78         | 17        | Lithia                   | Lithia                | 3. Juli 1998         | 15. März 1999                         | Helen Shaver      | Sam Egan                                                                                |
| 79         | 18        | Die Kraft des Geistes    | Monster               | 10. Juli 1998        | 8. Feb. 1999                          | Allan Eastman     | Chris Ruppenthal                                                                        |
| 80         | 19        | Der Sarkophag            | Sarcophagus           | 7. Aug. 1998         | 12. Okt. 1998                         | Jeff Woolnough    | Bill Froehlich                                                                          |
| 81         | 20        | Alptraum                 | Nightmare             | 14. Aug. 1998        | 1. Feb. 1999                          | James Head        | Sam Egan Idee: Sam Egan & Tracy Tormé                                                   |
| 82         | 21        | Das gelobte Land         | Promised Land         | 21. Aug. 1998        | 18. Jan. 1999                         | Neill Fearnley    | Brad Markowitz Idee: Brad Markowitz & Brad Wright                                       |
| 83         | 22        | Das Gesetz der Natur     | Balance of Nature     | 4. Sep. 1998         | 29. März 1999                         | Steve Johnson     | Derek Lowe                                                                              |
| 84         | 23        | Das Vermächtnis          | The Origin of Species | 27. Nov. 1998        | 15. Feb. 1999                         | Brad Turner       | Naren Shankar Idee: Jonathan Glassner & Naren Shankar                                   |
| 85         | 24        | Die Macht der Furcht     | Phobos Rising         | 4. Dez. 1998         | 12. Apr. 1999                         | Helen Shaver      | Garth Gerald Wilson                                                                     |
| 86         | 25        | Black Box                | Black Box             | 11. Dez. 1998        | 19. Apr. 1999                         | Steven Weber      | Brad Markowitz                                                                          |
| 87         | 26        | Aufstand der Sklaven     | In Our Own Image      | 18. Dez. 1998        | 26. Apr. 1999                         | Steve Anker       | Naren Shankar, Carleton Eastlake, Chris Ruppenthal & Brad Markowitz Idee: Naren Shankar |

## Staffel 5
Die Erstausstrahlung der fünften Staffel war vom 22. Januar bis zum 20. August 1999 auf dem US-amerikanischen Sender Syfy U.S. zu sehen. Die deutschsprachige Erstausstrahlung fand vom 12. September 2000 bis zum 8. Mai 2001 auf dem Sender ProSieben statt.
| Nr. (ges.) | Nr. (St.) | Deutscher Titel              | Originaltitel                  | Erstausstrahlung USA | Deutschsprachige Erstausstrahlung (D) | Regie                | Drehbuch                                                                             |
| ---------- | --------- | ---------------------------- | ------------------------------ | -------------------- | ------------------------------------- | -------------------- | ------------------------------------------------------------------------------------ |
| 88         | 1         | Das Böse in uns              | Alien Radio (auch Dead Air)    | 22. Jan. 1999        | 12. Sep. 2000                         | Neill Fearnley       | A. L. Katz                                                                           |
| 89         | 2         | Im Körper eines Fremden      | Donor                          | 29. Jan. 1999        | 19. Sep. 2000                         | Jim Kaufman          | Sam Egan                                                                             |
| 90         | 3         | Seine Kinder                 | Small Friends                  | 5. Feb. 1999         | 26. Sep. 2000                         | Neill Fearnley       | Tom Szolossi                                                                         |
| 91         | 4         | Grell – Sklaven aus dem All  | The Grell                      | 12. Feb. 1999        | 10. Okt. 2000                         | Jorge Montesi        | Jeff King                                                                            |
| 92         | 5         | Die andere Seite             | The Other Side                 | 19. Feb. 1999        | 17. Okt. 2000                         | Jeff Woolnough       | Bruce Lacey                                                                          |
| 93         | 6         | Flug in die Vergangenheit    | Joyride                        | 26. Feb. 1999        | 24. Okt. 2000                         | James Head           | Sam Egan Idee: Dan Wright, David Alexander & Sam Egan                                |
| 94         | 7         | Der menschliche Faktor       | The Human Operators            | 12. März 1999        | 7. Nov. 2000                          | Jeff Woolnough       | Naren Shankar (nach einer Kurzgeschichte von Harlan Ellison & Alfred Elton van Vogt) |
| 95         | 8         | Erinnerungen                 | Blank Slate                    | 2. Apr. 1999         | 14. Nov. 2000                         | Lou Diamond Phillips | Will Dixon                                                                           |
| 96         | 9         | Die lieben Nachbarn          | What Will the Neighbors Think? | 23. Apr. 1999        | 24. Apr. 2001                         | Helen Shaver         | A. L. Katz                                                                           |
| 97         | 10        | Das Grabtuch                 | The Shroud                     | 30. Apr. 1999        | 28. Nov. 2000                         | Stuart Gillard       | Scott Peters Idee: Pen Densham & Scott Peters                                        |
| 98         | 11        | Der Ripper                   | Ripper                         | 7. Mai 1999          | 31. Okt. 2000                         | Mario Azzopardi      | Chris Ruppenthal                                                                     |
| 99         | 12        | Das Tribunal                 | Tribunal                       | 14. Mai 1999         | 17. Apr. 2001                         | Mario Azzopardi      | Sam Egan                                                                             |
| 100        | 13        | Der Preis des Friedens       | Summit                         | 21. Mai 1999         | 12. Dez. 2000                         | James Head           | Scott Peters                                                                         |
| 101        | 14        | Das Tier in uns              | Descent                        | 25. Juni 1999        | 21. Nov. 2000                         | Steve Anker          | Erik Saltzgaber                                                                      |
| 102        | 15        | Künstliche Intelligenz       | The Haven                      | 2. Juli 1999         | 17. Jan. 2001                         | Jim Kaufman          | James Crocker                                                                        |
| 103        | 16        | Gefangen in der Zeitschleife | Déjà Vu                        | 9. Juli 1999         | 5. Dez. 2000                          | Brian Giddens        | A. L. Katz & Naren Shankar                                                           |
| 104        | 17        | Die Erben                    | The Inheritors                 | 16. Juli 1999        | 3. Jan. 2001                          | Mike Rohl            | Sam Egan                                                                             |
| 105        | 18        | Der Kodex                    | Essence of Life                | 23. Juli 1999        | 10. Jan. 2001                         | Brad Turner          | Scott Peters Idee: Steven Weber & Scott Peters                                       |
| 106        | 19        | Kevins Geheimnis             | Stranded                       | 30. Juli 1999        | 19. Dez. 2000                         | Steve Anker          | Tom Szolossi Idee: Chris Ruppenthal, Naren Shankar & Tom Szolossi                    |
| 107        | 20        | Die Genie-Fabrik             | Fathers & Sons                 | 6. Aug. 1999         | 10. Apr. 2001                         | Michael Robison      | A. L. Katz & Scott Nimerfro Idee: William Mikulak & A. L. Katz                       |
| 108        | 21        | Trügerischer Frieden         | Star Crossed                   | 13. Aug. 1999        | 24. Jan. 2001                         | Helen Shaver         | Chris Ruppenthal                                                                     |
| 109        | 22        | Mehr Glück das nächste Mal   | Better Luck Next Time          | 20. Aug. 1999        | 8. Mai 2001                           | Martin Cummins       | Naren Shankar                                                                        |

## Staffel 6
Die Erstausstrahlung der sechsten Staffel war vom 21. Januar bis zum 3. September 2000 auf dem US-amerikanischen Sender Syfy U.S. zu sehen. Die deutschsprachige Erstausstrahlung fand vom 16. Oktober 2001 bis zum 26. März 2002 auf dem Sender ProSieben statt.
| Nr. (ges.) | Nr. (St.) | Deutscher Titel             | Originaltitel         | Erstausstrahlung USA | Deutschsprachige Erstausstrahlung (D) | Regie               | Drehbuch                                                      |
| ---------- | --------- | --------------------------- | --------------------- | -------------------- | ------------------------------------- | ------------------- | ------------------------------------------------------------- |
| 110        | 1         | Tod vor laufender Kamera    | Judgment Day          | 21. Jan. 2000        | 6. Nov. 2001                          | Brad Turner         | A. L. Katz & Scott Nimerfro                                   |
| 111        | 2         | Die Saat der Gewalt         | The Gun               | 28. Jan. 2000        | 23. Okt. 2001                         | Jeff Woolnough      | Sam Egan                                                      |
| 112        | 3         | Imagewechsel                | Skin Deep             | 4. Feb. 2000         | 30. Okt. 2001                         | Dan Ireland         | Scott Peters                                                  |
| 113        | 4         | Tödlicher Virus aus dem All | Manifest Destiny      | 11. Feb. 2000        | 16. Okt. 2001                         | Brad Turner         | Mark Stern & Geoffrey Hollands Idee: Lawrence Meyers          |
| 114        | 5         | Die Macht des Schicksals    | Breaking Point        | 18. Feb. 2000        | 13. Nov. 2001                         | Neill Fearnley      | Grant Rosenberg                                               |
| 115        | 6         | Der Empfänger               | The Beholder          | 25. Feb. 2000        | 20. Nov. 2001                         | Jeff Woolnough      | Sam Egan                                                      |
| 116        | 7         | Saat der Vernichtung        | Seeds of Destruction  | 3. März 2000         | 27. Nov. 2001                         | Steve Anker         | Chris Ruppenthal                                              |
| 117        | 8         | Mein Sohn, der Roboter      | Simon Says            | 10. März 2000        | 4. Dez. 2001                          | Helen Shaver        | Scott Peters                                                  |
| 118        | 9         | Tiefschlaf                  | Stasis                | 14. Apr. 2000        | 11. Dez. 2001                         | Brian Giddens       | Lawrence Meyers                                               |
| 119        | 10        | Der Ufologen-Kongress       | Down to Earth         | 21. Apr. 2000        | 18. Dez. 2001                         | Mike Rohl           | A. L. Katz & Scott Nimerfro                                   |
| 120        | 11        | Die innere Rivalin          | Inner Child           | 28. Apr. 2000        | 8. Jan. 2002                          | Ken Girotti         | Grant Rosenberg                                               |
| 121        | 12        | Die Seele des Androiden     | Glitch                | 5. Mai 2000          | 15. Jan. 2002                         | Mike Rohl           | Mike Berman & Ron Greenstein Idee: Mike Berman & Anurag Mehta |
| 122        | 13        | Amerikas Zukunft            | Decompression         | 30. Juni 2000        | 22. Jan. 2002                         | Jorge Montesi       | James Crocker Idee: Brad Wright & James Crocker               |
| 123        | 14        | Abaddon – Der Todesengel    | Abaddon               | 7. Juli 2000         | 29. Jan. 2002                         | Steve Anker         | A. L. Katz & Scott Nimerfro                                   |
| 124        | 15        | Das Netzwerk                | The Grid              | 14. Juli 2000        | 5. Feb. 2002                          | Charles Winkler     | Duncan Kennedy                                                |
| 125        | 16        | Blindes Vertrauen           | Revival               | 21. Juli 2000        | 12. Feb. 2002                         | Michael Robison     | Mark Stern Idee: Chris Ruppenthal                             |
| 126        | 17        | Das Rad der Zeit            | Gettysburg            | 28. Juli 2000        | 19. Feb. 2002                         | Mario Azzopardi     | Sam Egan                                                      |
| 127        | 18        | Freund oder Feind?          | Something About Harry | 4. Aug. 2000         | 26. Feb. 2002                         | Brent-Karl Clackson | Grant Rosenberg                                               |
| 128        | 19        | Cyber-Zeit                  | Zig Zag               | 11. Aug. 2000        | 5. März 2002                          | James Head          | A. L. Katz & Nora O’Brien                                     |
| 129        | 20        | Tod im ewigen Eis           | Nest                  | 18. Aug. 2000        | 12. März 2002                         | Scott Peters        | Scott Peters                                                  |
| 130        | 21        | Die letzte Instanz (1)      | Final Appeal (1)      | 3. Sep. 2000         | 19. März 2002                         | Jim Kaufman         | Sam Egan                                                      |
| 131        | 22        | Die letzte Instanz (2)      | Final Appeal (2)      | 3. Sep. 2000         | 26. März 2002                         | Jim Kaufman         | Sam Egan                                                      |

## Staffel 7
Die Erstausstrahlung der siebten Staffel war vom 16. März 2001 bis zum 18. Januar 2002 auf dem US-amerikanischen Sender Syfy U.S. zu sehen. Die deutschsprachige Erstausstrahlung fand vom 5. Januar bis zum 14. Juni 2004 auf dem Sender Kabel eins statt.
| Nr. (ges.) | Nr. (St.) | Deutscher Titel                 | Originaltitel         | Erstausstrahlung USA | Deutschsprachige Erstausstrahlung (D) | Regie               | Drehbuch |
| ---------- | --------- | ------------------------------- | --------------------- | -------------------- | ------------------------------------- | ------------------- | --- |
| 132        | 1         | Gideon 4000                     | Family Values         | 16. März 2001        | 5. Jan. 2004                          | Mike Rohl           | James Crocker |
| 133        | 2         | Patient Nr. Null                | Patient Zero          | 23. März 2001        | 12. Jan. 2004                         | Mario Azzopardi     | John-Michael Maas |
| 134        | 3         | Flucht ins Ungewisse            | A New Life            | 30. März 2001        | 19. Jan. 2004                         | Mario Azzopardi     | Mark Stern |
| 135        | 4         | Das implantierte Böse           | The Surrogate         | 6. Apr. 2001         | 26. Jan. 2004                         | Ken Girotti         | A. L. Katz |
| 136        | 5         | Im Körper eines Anderen         | The Vessel            | 13. Apr. 2001        | 2. Feb. 2004                          | Jim Kaufman         | Sam Egan |
| 137        | 6         | Mona Lisa                       | Mona Lisa             | 20. Apr. 2001        | 9. Feb. 2004                          | Brad Turner         | John Schulian |
| 138        | 7         | Der Klon                        | Replica               | 27. Apr. 2001        | 16. Feb. 2004                         | Brad Turner         | Sam Egan |
| 139        | 8         | Fortschritt um jeden Preis      | Think Like a Dinosaur | 15. Juni 2001        | 23. Feb. 2004                         | Jorge Montesi       | Mark Stern (nach einer Kurzgeschichte von James Patrick Kelly)                                                                    |
| 140        | 9         | Das geheimnisvolle Portemonnaie | Alien Shop            | 22. Juni 2001        | 1. März 2004                          | Peter DeLuise       | Pen Densham & Nora O’Brien Idee: Pen Densham                                                                                      |
| 141        | 10        | Zwischen den Dimensionen        | Worlds Within         | 29. Juni 2001        | 8. März 2004                          | Brian Giddens       | Michael Sadowski |
| 142        | 11        | Neue Welten                     | In the Blood          | 6. Juli 2001         | 15. März 2004                         | Jorge Montesi       | Alan Brennert |
| 143        | 12        | Das Blumenmädchen               | Flower Child          | 21. Juli 2001        | 22. März 2004                         | Brad Turner         | Jeffrey Hirschfield |
| 144        | 13        | Späte Rache                     | Free Spirit           | 28. Juli 2001        | 29. März 2004                         | Brad Turner         | Danny McBride |
| 145        | 14        | Das PSR-Projekt                 | Mindreacher           | 4. Aug. 2001         | 5. Apr. 2004                          | Jim Kaufman         | Naomi Janzen |
| 146        | 15        | Zeitreise in die Kindheit       | Time to Time          | 11. Aug. 2001        | 19. Apr. 2004                         | James Head          | Sam Egan |
| 147        | 16        | Das Ultimatum                   | Abduction             | 18. Aug. 2001        | 26. Apr. 2004                         | Mario Azzopardi     | James Crocker |
| 148        | 17        | Recht für alle                  | Rule of Law           | 25. Aug. 2001        | 3. Mai 2004                           | Mike Rohl           | Tracy Tormé & John-Michael Maas                                                                                                   |
| 149        | 18        | Die Höhle des Löwen             | Lion’s Den            | 8. Sep. 2001         | 10. Mai 2004                          | Matthew Hastings    | Matthew Hastings Idee: Matthew Hastings & Bart Baker                                                                              |
| 150        | 19        | Schöne neue Welt                | The Tipping Point     | 15. Sep. 2001        | 17. Mai 2004                          | Brent-Karl Clackson | Paul Mones |
| 151        | 20        | Kind der Dunkelheit             | Dark Child            | 4. Jan. 2002         | 24. Mai 2004                          | Steve Anker         | Michael Sloan |
| 152        | 21        | Der Faktor Mensch               | The Human Factor      | 11. Jan. 2002        | 7. Juni 2004                          | Robert Habros       | Steve Aspis & Grady Hall |
| 153        | 22        | Simulation                      | Human Trials          | 18. Jan. 2002        | 14. Juni 2004                         | Brad Turner         | Mark Stern Idee: Grady Hall & Brian Nohr (nach der Kurzgeschichte The Human Operators von Harlan Ellison & Alfred Elton van Vogt) |